# Château de Charny
Le château de Charny  est un ancien château fort ruiné du XIVe siècle situé à Charny, en Bourgogne-Franche-Comté.

## Localisation
Les ruines du château se dressent sur une propriété privée en bordure de plateau au nord-est du village au lieu-dit Le château d'où elles surplombent la RD 108.

## Historique
En 1196, le seigneur de Charny est Étienne de Mont-Saint-Jean et le fief reste dans la famille, non sans difficultés : le 18 décembre 1426, le Conseil des comptes à Dijon délibère pour récupérer les forteresses de Charny et de Mailly-le-Châtel aux mains d'ennemis. Alors que Pierre de Bauffremont a hérité de la seigneurie par sa mère, les problèmes continuent : en 1439, un émissaire doit se rendre à Charny pour négocier avec des écorcheurs.[réf. souhaitée]
Le 9 juillet 1456, le duc Philippe le Bon élève la baronnie de Charny-en-Auxois au titre de comté en faveur de Pierre et le 26 août 1460, un accord est trouvé au sujet des fortifications entre le nouveau comté et les principaux châteaux. En 1480, la seigneurie revient à sa fille Antoinette, femme d'Antoine de Luxembourg, maréchal de Bourgogne. En 1534, une de leur descendante, Philiberte de Luxembourg, lègue Charny à son petit neveu Philippe Chabot[réf. souhaitée]. 
Vers 1614, le château est démoli sous Louis XIII. Selon le procès-verbal de 1658, il possède encore dix tours de pierre de taille, des courtines de trois mètres d'épaisseur surmontées d'un chemin couvert, un grand corps de logis à deux ailes, des fossés  et une basse-cour de six journaux. En 1774, on trouve encore menton des ruines d'un château et d'une chapelle, vendus en 1808 pour matériaux[réf. souhaitée].

## Architecture
Des vestiges notoires subsistent sur une enceinte polygonale flanquée jadis de huit tours rondes. Le château était intégralement entouré de fossés aujourd'hui comblés. Les courtines et les tours étaient recouvertes de moyen appareil dont on retrouve encore les premières assises. L'entrée s'en faisait à l'ouest entre deux tours sur le plus petit côté du polygone. L'intérieur est détruit et il n'en demeure qu'un escalier donnant d'accès au sommet des courtines et une citerne en cours de dégagement[réf. souhaitée]. 
L'ensemble est classé aux monuments historiques par arrêté du 27 mai 1924.